# Pelekium fuscatum
Pelekium fuscatum är en bladmossart som beskrevs av Andries Touw 2001. Pelekium fuscatum ingår i släktet Pelekium och familjen Thuidiaceae. Inga underarter finns listade i Catalogue of Life.